# Андерссон, Янне
Янне Андерсон (швед. Janne Andersson; род. 29 сентября 1962, Хальмстад) — шведский футболист и футбольный тренер.

## Карьера тренера
Андерссон управлял «Алетс», «Лахольм» и «Хальмстад». В декабре 2009 был назначен главным тренером «Эргрюте», выступающий во втором дивизионе Швеции. В 2011 году возглавил «Норрчёпинг», который вернулся в Аллсвенскан. В сезоне 2015 помог клубу стать национальным чемпионом.
В июне 2016 года сменил Эрика Хамрена на посту главного тренера национальной сборной Швеции. В ноябре 2017 помог шведам в стыковых матчах одолеть итальянцев (1:0 по сумме двух матчей) и выйти в финальную стадию чемпионата мира 2018 в России, где сборная Швеции впервые за 24 года дошла до четвертьфинала.
В Лиге наций УЕФА сезона 2018/2019 Андерссон и Швеция заняли первое место в своей группе лиги B, опередив Россию и Турцию, выиграв переход в лигу А.
Под руководством Андерссона Швеция квалифицировалась на свой шестой подряд чемпионат Европы, заняв второе место после Испании в отборочной группе F. Шведы возглавили группу E Евро-2020 без поражений после ничьи 0:0 против Испании, победы 1:0 над Словакией и победы 3:2 над Польшей. Команда Андерссона проиграла в 1/8 финала Украине, которая забила победный гол в дополнительное время на 120-й минуте.
Следующая эра Швеции Андерссона оказалась неудачной, поскольку Швеция не смогла пройти квалификацию на чемпионат мира 2022 года, проходивший в Катаре, после поражения от Польши со счетом 2:0 на выезде в решающем матче плей-офф. Позднее Швеция также была переведена из Лиги B в Лигу C в Лиге Наций после неудачного выступления, в частности сыграв в последнем туре дома вничью (1:1) со Словенией. В квалификации на чемпионат Европы 2024 Швеция выступила не удачно и не смогла пройти квалификацию на континентальный турнир впервые с 1996 года. После этой неудачи Андерссон объявил, что уходит с поста тренера сборной Швеции.

### Статистика
| Команда | С            | До             | Результат | Результат | Результат | Результат | Результат | Результат | Результат | Результат |
| Команда | С            | До             | И         | В         | Н         | П         | ЗГ        | ПГ        | РГ        | Побед %   |
| ------- | ------------ | -------------- | --------- | --------- | --------- | --------- | --------- | --------- | --------- | --------- |
| Швеция  | 23 июня 2016 | 19 ноября 2023 | 94        | 48        | 15        | 31        | 151       | 97        | +54       | 051,06    |

## Достижения

### Как тренер

#### «Норрчёпинг»
- Чемпион Швеции: 2015